# 자선

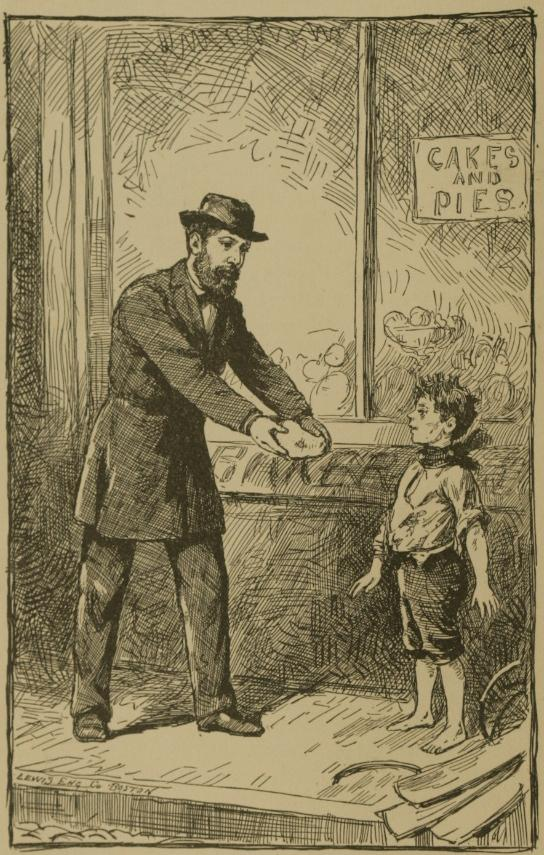

자선(慈善)은 타인에게 인정과 자비를 보내는 것으로, 어려운 사람들에게 경제적인 원조를 하는 것이다. 이런 사람의 심정과 행동은 전 세계에 보편적으로 존재한다.

## 효과
타인을 위해 소비를 하거나 돈을 기부하는 행동은 오히려 행위 주체에게 더 큰 행복감과 작업 능률을 가져다준다는 연구 결과가 있다.

## 같이 보기
- 자선 가게
- 구제
- 기부
- 봉사